# جورج دبليو. ليندبرغ
جورج دبليو. ليندبرغ (بالإنجليزية: George W. Lindberg)‏ هو قاضي ومحامي وسياسي أمريكي، ولد في 21 يونيو 1932 في كريستال ليك في الولايات المتحدة. حزبياً، نشط في الحزب الجمهوري. وقد انتخب عضو مجلس نواب إلينوي.